# Sálvio Spínola
Sálvio Spínola Fagundes Filho (Urandi, Bahia 14 de setembro de 1968) é um ex-árbitro de futebol brasileiro, advogado e atualmente, comentarista de arbitragem.

## Carreira

### Árbitro
Entrou no quadro de árbitros da Federação Paulista de Futebol (FPF), em 1996 e apitou sua primeira partida na Série A do Campeonato Paulista, no jogo entre São Paulo e XV de Jaú (3–0). Ainda em 1996, passou para o quadro nacional e fez sua estreia, na segunda divisão nacional, uma partida entre América Mineiro e ABC.[carece de fontes?]
Em 2000, entre os principais jogos, apitou a partida de ida da final do Torneio Rio–São Paulo entre Vasco da Gama e Palmeiras, a final do Campeonato Paulista entre Santos e São Paulo (jogo de ida) e a final do módulo amarelo da Copa João Havelange entre Uberlândia e Malutrom (1–1).
Apitou a decisão do Campeonato Paulista de 2003, entre São Paulo e Corinthians (2–3) no estádio do Morumbi.
Apitou o primeiro jogo da semifinal do Campeonato Paulista de 2009, entre São Paulo e Corinthians, tendo tido uma atuação considerada polêmica por não expulsar o atacante Ronaldo que, no início do jogo, entrou violentamente no zagueiro André Dias, do São Paulo.
Apitou o segundo jogo da final da Copa do Brasil de 2011 entre Vasco e Coritiba.
Apitou a final da Copa América de 2011, entre Uruguai e Paraguai, além de dois jogos da fase de grupos.[carece de fontes?]
Além da Copa América, em competições internacionais, arbitrou em 14 partidas de Copa Libertadores da América e quatro de Copa Sul-Americana, a nível de clubes. Entre seleções trabalhou em seis jogos de Eliminatórias da Copa do Mundo e três do Copa do Mundo Sub-17 de 2007.[carece de fontes?]
Aposentou-se da função, em 20 de novembro de 2011.

### Comentarista
Foi comentarista de arbitragem na ESPN Brasil, entre 2013 e 2019.
Entre 2019 e 2023, foi comentarista de arbitragem do Grupo Globo. Em 10 de fevereiro de 2023, deixou a emissora.
Em 09 de janeiro de 2024, foi anunciado como comentarista de arbitragem da transmissão do Paulistão 2024 na Record, com contrato valendo durante o estadual.